# Philipp von der Leyen (1819–1882)

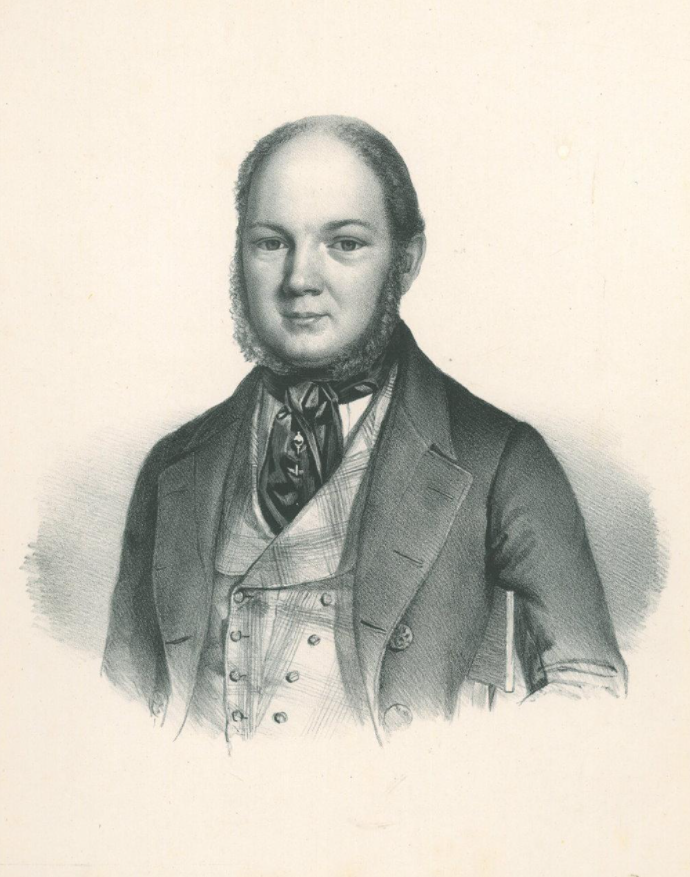
Fürst Philipp II. von der Leyen, Lithographie um 1845

Philipp (II.) Franz Erwein Fürst von der Leyen und zu Hohengeroldseck, Herr zu Waal und Unterdiessen (* 14. Juni 1819 in Gondorf; † 24. Juli 1882 in Waal) war der dritte Fürst von der Leyen, Gutsbesitzer im bayerischen Schwaben, bayerischer Offizier und deutscher Standesherr.

## Leben des 3. Fürsten von der Leyen
Der dritte Fürst von der Leyen und zu Hohengeroldseck war der Sohn des Fürsten Erwein von der Leyen (1798–1879) und der Fürstin Sophie Therese Johanna geborene Gräfin von Schönborn-Buchheim (1798–1876). Er gehörte der römisch-katholischen Kirche an. Von seinem Vater erbte Philipp 1879 den Fürstentitel sowie den ständigen Sitz in der Ersten Kammer der Badischen Ständeversammlung. Der Sitz des Fürsten in der badischen Kammer beruhte auf dem 1815 mediatisierten Fürstentum von der Leyen, welches 1806 auf dem Territorium der Grafschaft Hohengeroldseck errichtet und gemäß einer Vereinbarung auf dem Aachener Kongress am 4. Oktober 1819 vom Kaisertum Österreich an das Großherzogtum Baden abgetreten worden war.

## Familie
Philipp Fürst von der Leyen heiratete am 8. Juni 1853 in München Adelheid von Thurn und Taxis (* 15. Oktober 1829; † 7. September 1888). Das Paar hatte 6 Kinder:
- Sophie Julie Adelheid Marie (1855–1884),
- Maria Anna (1857–1936),
- Julie Luise Sophie Adelheid (1860–1930),
- Amalie (*/† 1862),
- Erwein Theodor Philipp Damian (1863–1938)
- Eugenie Amalie Adelheid (1867–1929).